# Islas Sawabi
Las islas Sawabi (del francés: 'Îles des Sept Frères') conocidas también como Seven Brothers, los «Siete hermanos»), son un grupo de pequeñas islas situadas en la costa este del Cuerno de África, en el estrecho de Bab-el-Mandeb, que separa el mar Rojo del océano Índico. Administrativamente, las islas pertenecen a la República de Yibuti.

## Buceo

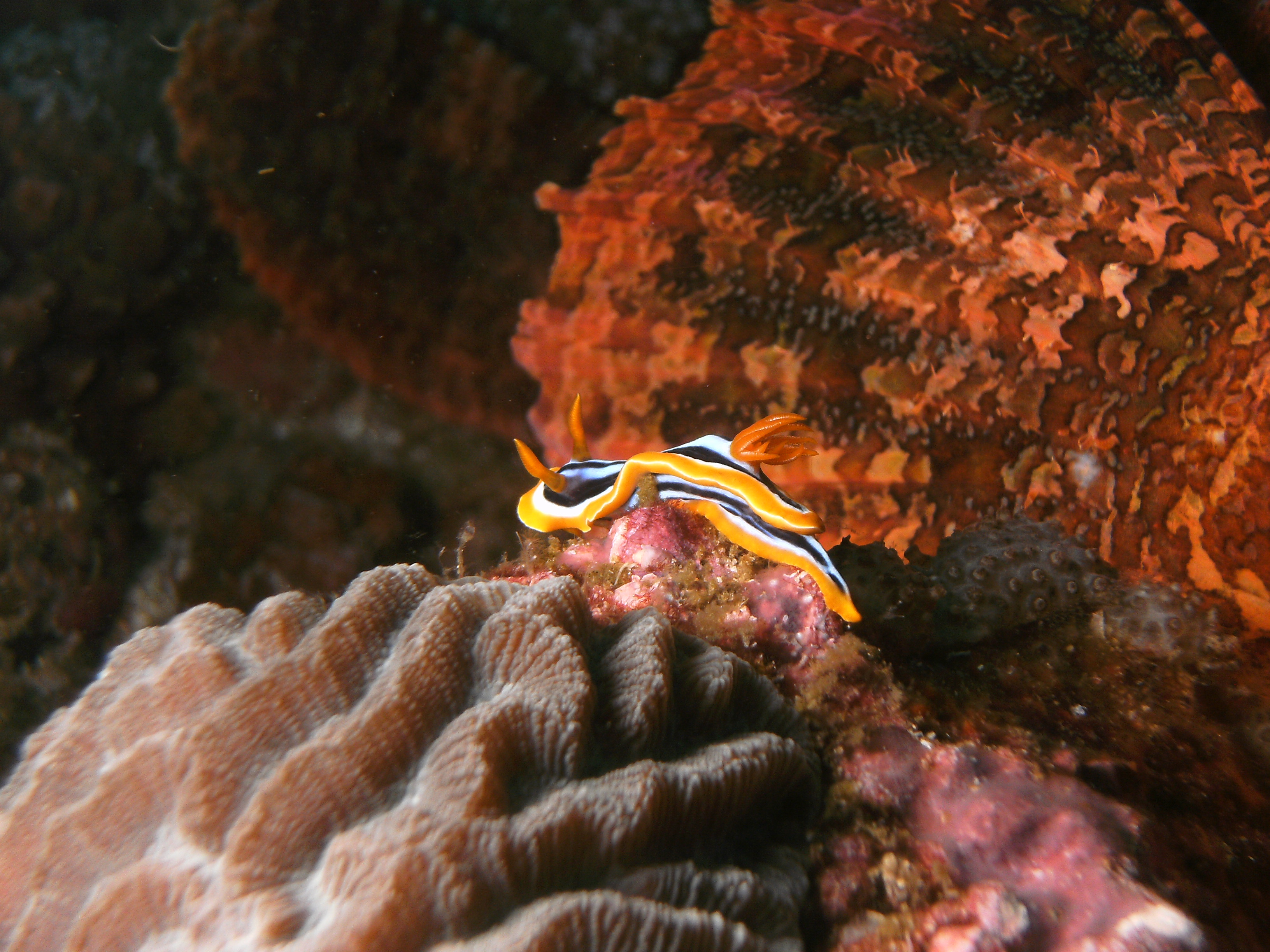
Chomodoris pyjama y aleta pectoral de pez escorpión, a 40 metros de profundidad

Los fondos marinos son conocidos, pero poco practicados, y el buceo está lejos de alcanzar el desarrollo industrial observado en Egipto. Cada semana, un crucero anclado en la isla Grande (Khadda Dabala), permite a una veintena de buceadores explorar el mundo submarino de la isla del Este, la isla del Sur, de Tolka, Boeing o la isla Ronde (Redonda). La séptima isla está representada por una península, Ras Siyan, cuyo relieve se separa de la costa de Yibuti.
Los pescadores y los discretos comerciantes yemenís que viven del pequeño tráfico usan estas islas áridas y volcánicas como una etapa en su paso por el estrecho de Bab-el-Mandeb, que dura 40 minutos en sus falúas con motores de gran potencia.
El estrecho de Bab-el-Mandeb, literalmente, «Puerta de las Lamentaciones», de 29 km de ancho y unos 130 m de profundidad, es una zona turbulenta. Un sistema de contracorrientes sobre dos costas predomina: el agua de superficie se engolfa en el mar Rojo, mientras que por debajo desagua un agua hipersalina.
La fauna submarina está representada por fondos coralinos, varios nudibranquios, las especies de peces que habitualmente se encuentran en el mar Rojo y el océano Índico, unos cuantos tiburones grises de arrecife, tiburones dormidos y tiburones de punta blanca.
En el vecino golfo de Tadjoura puede ser observado el tiburón ballena en el momento de su migración en noviembre.

## Historia
Junto con la isla de Perim, se cree que pudieron haber servido de «pasarela» para realizar en la antigüedad una de las migraciones del Homo sapiens desde África a Asia.